# Osen (Norwegia)
Gmina Osen (norw. Osen kommune) – norweska gmina leżąca w regionie Trøndelag. Jej siedzibą jest miasto Steinsdalen.
Osen jest 241. norweską gminą pod względem powierzchni.

## Demografia
Według danych z roku 2020 gminę zamieszkuje 925 osób. Gęstość zaludnienia wynosi 2,5 os./km². Pod względem zaludnienia Osen zajmuje 402. miejsce wśród norweskich gmin.
| ludność stan na 4. kwartał 2020 |         |           |       |
|                                 | kobiety | mężczyźni | razem |
| osób                            | 538     | 514       | 925   |
| %                               | 51,14%  | 48,86%    | 100%  |

| wykształcenie stan na 4. kwartał 2020, osoby powyżej 16 roku życia |        |         |        |        |
|                                                                    | podst. | średnie | wyższe | niezn. |
| osób                                                               | 281    | 357     | 149    | 3      |
| %                                                                  | 35,56% | 45,18%  | 18,86% | 0,37%  |

## Edukacja
Według danych z 2020:
- liczba szkół podstawowych (norw. grunnskolar): 2
- liczba uczniów szkół podst.: 97

## Władze gminy
Według danych na rok 2021 administratorem gminy (norw. rådmann) jest Roar Leirset, natomiast burmistrzem (norw. ordfører, d. borgermester) jest John Einar Høvik.